# Blodkorv

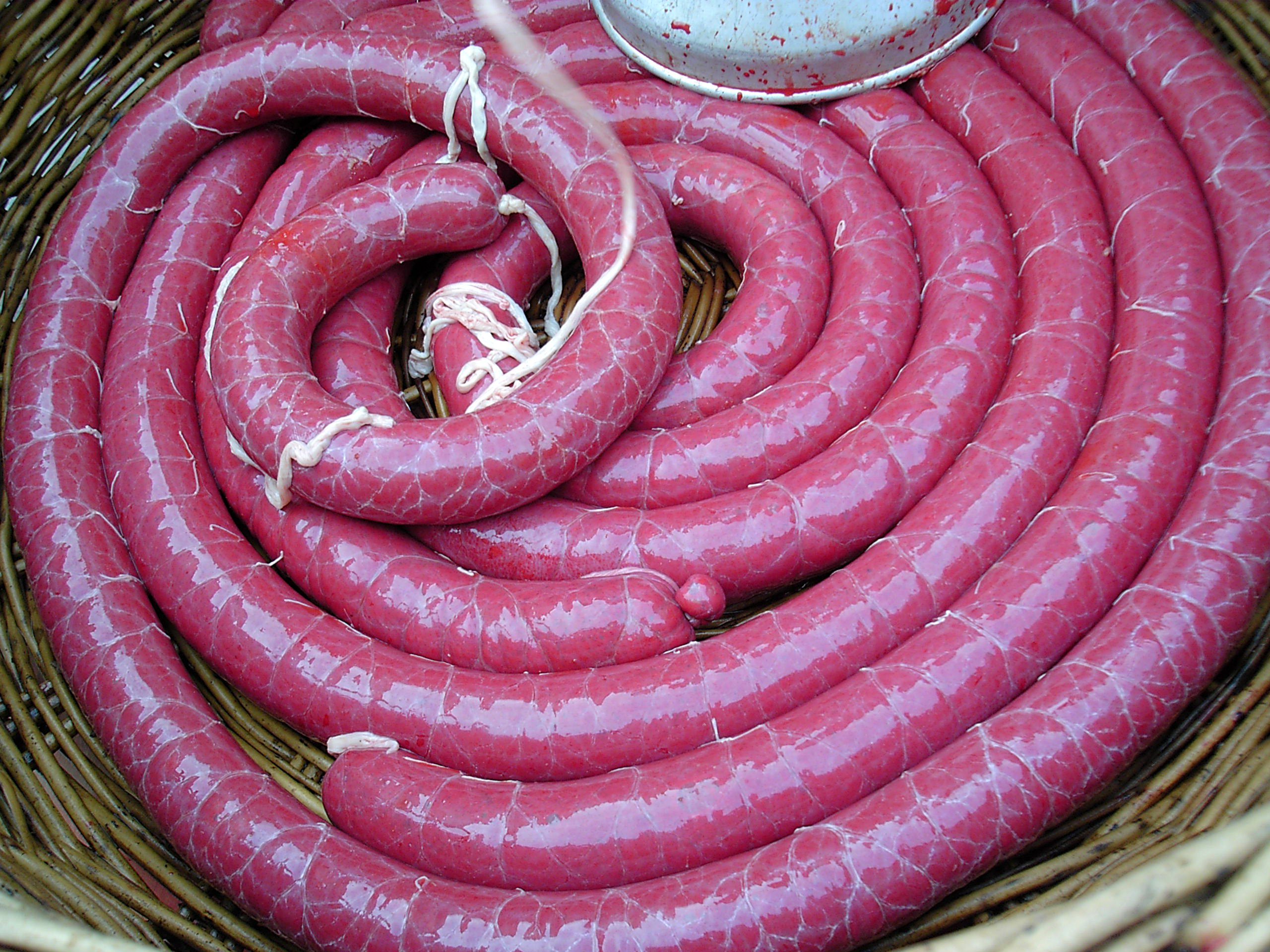
Blodkorv (Boudin noir) före tillagning.

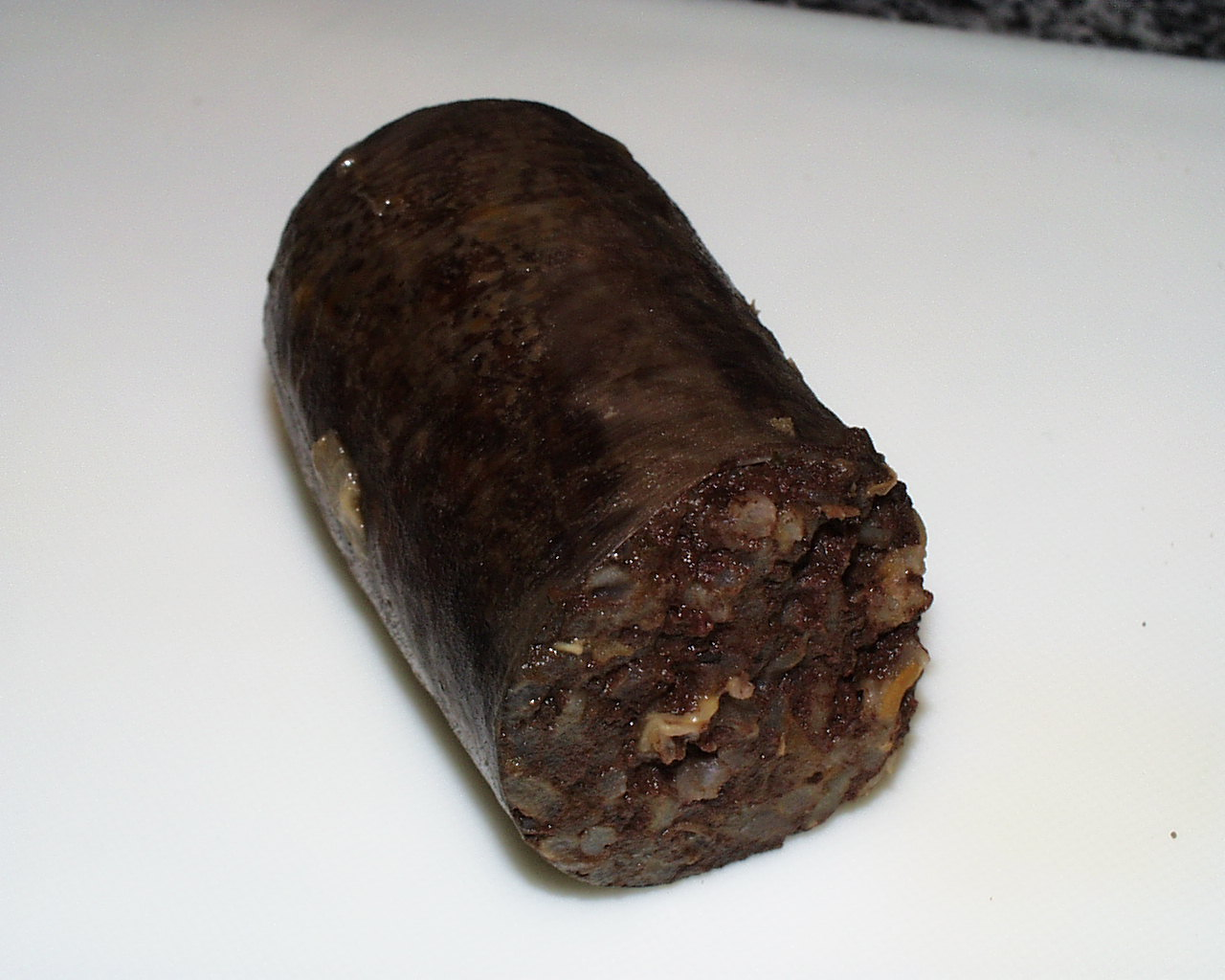
Morcilla cocida: Spansk form av blodkorv som äts i Spanien och Latinamerika.

Blodkorv är en maträtt som liksom blodpudding är gjord av blod av nöt och gris, isterflott, vetemjöl, lök och salt. Den skånska varianten av blodkorv är gjord av svinblod, rågmjöl, ryggspäck, ister, russin, kryddor, salt, socker, äppelmos och vatten. I Sapmi görs blodkorven istället av renblod.
Den serveras stekt med lingonsylt eller sirap. Rätten är vanlig i södra delarna av Sverige (Skåne och Småland), i det danska köket samt i Norge, båda under namnet blodpølse. Blodkorv med ananas är en traditionell maträtt på Azorerna.[källa behövs]
Blodkorv och blodpudding är inte samma sak. Blodpuddingen innehåller likartade ingredienser men tillredningssättet skiljer sig,   blodpuddingen ugnsbakas i vattenbad, vilket inte blodkorven gör.
Främlingslegionens marschsång Le boudin (”Blodkorven”) syftar till den röda filten som förr bars hoprullad högst upp på legionärernas fältpackning och dess likhet med en rå blodkorv.